# 布赖恩·贝拉尔
布赖恩·贝拉尔（英語：Bryan Berard，1977年3月5日—），美国男子冰球运动员，场上位置是后卫。他曾代表美国国家队参加1998年冬季奥林匹克运动会冰球比赛，获得第6名。